# Ковбасова Поляна
Ковба́сова Поля́на — селище Савранської селищної громади у Подільському районі Одеської області в Україні. Населення становить 89 осіб.

## Історія
12 червня 2020 року, відповідно до Розпорядження Кабінету Міністрів України від № 724-р «Про визначення адміністративних центрів та затвердження територій територіальних громад Одеської області», увійшло до складу Савранської селищної територіальної громади.
19 липня 2020 року, в результаті адміністративно-територіальної реформи і ліквідації Савранського району, селище увійшло до складу новоутвореного Подільського району Одеської області.

## Населення
Згідно з переписом УРСР 1989 року чисельність наявного населення селища становила 114 осіб, з яких 48 чоловіків та 66 жінок.
За переписом населення України 2001 року в селищі мешкало 89 осіб.

### Мова
Розподіл населення за рідною мовою за даними перепису 2001 року:
| Мова       | Відсоток |
| ---------- | -------- |
| українська | 93,26 %  |
| вірменська | 4,49 %   |
| російська  | 2,25 %   |